# Hollow (Lied)
Hollow (lett. Titel Lauzto šķēpu karaļvalsts) ist ein Lied des lettischen Sängers Dons. Mit dem Titel vertrat er Lettland beim Eurovision Song Contest 2024.

## Hintergrund
Das Lied erschien zunächst als Lauzto šķēpu karaļvalsts am 11. September 2023. Die englischsprachige Version Hollow wurde von Kate Northrop und Liam Geddes gemeinsam mit Artūrs Šingirejs alias Dons selbst geschrieben. Mit ihr gewann Dons den lettischen nationalen Wettbewerb Supernova 2024. Am 2. Januar 2024 wurde erstmals berichtet, dass der Titel am nationalen Wettbewerb teilnehmen würde. Sieben Tage später wurde offiziell bekanntgegeben, dass Dons mit Hollow teilnimmt.

## Inhalt
In Interviews sagte Šingirejs, dass der Song davon handle, wie „Unsicherheiten uns als Geiseln nehmen könnten“, wobei andere diktieren, wie eine Person leben solle. Šingirejs verglich die Anhäufung des Drucks als einen „großen, schweren Ball“ auf jemandem, wobei die einzige Möglichkeit diesen zu entfernen, Hoffnung sei. Er sagte später, ohne jede Hoffnung „sind wir verdammt… Ich könnte keinen Song singen, ohne Hoffnung zu haben, dies wäre zu niederschmetternd für mich.“

## Eurovision Song Contest
Beim Eurovision Song Contest 2024 in der Malmö Arena in Malmö, Schweden, wurde der Song im zweiten Halbfinale am 9. Mai aufgeführt, nachdem ihm bei der Auslosung am 30. Januar 2024 die zweite Hälfte zugelost worden war. Am 26. März 2024 wurde ihm dort der neunte Startplatz zugeteilt. Er konnte sich auf dem siebten Platz mit 72 Punkten für das Finale qualifizieren und trat dort auf dem elften Startplatz an. Er erreichte mit 64 Punkten den 16. Platz. Davon entfielen 36 Punkte auf die Jurys, bei denen der Titel auf dem 15. Platz lag, und 28 Punkte auf die Zuschauer, bei denen er den 16. Platz belegte.

## Chartplatzierungen
| ChartsChartplatzierungen                       | Höchstplatzierung | Wochen |
| ---------------------------------------------- | ----------------- | ------ |
| Lettland (Latvian Music Producers Association) | 7 (… Wo.)         | …      |